# Castello di Groppoducale
Das Castello di Groppoducale ist eine  spätmittelalterliche Hangburg in Groppoducale, einem Ortsteil der Gemeinde Bettola in der italienischen Emilia-Romagna. Das Gebäude steht auf 758 m Seehöhe in einem Seitental des Nuretals, das von einem orographisch rechten Nebenfluss des Nure, dem Rio Grande, durchflossen wird.

## Geschichte
Die Festung wurde in einem Dokument aus dem Jahre 1385 erstmalig urkundlich erwähnt. Dort wird sie als „Groppo Dugario“ und als Besitz des guelfischen Herrn von Fiorenzuola d’Arda, Branca Fulgosio, bezeichnet, der die Burg als Bollwerk während der Streitigkeiten mit der Familie Visconti nutzte. Nach dem Tod von Fulgosio, der keine männlichen Nachkommen hinterließ, fiel die Burg an die Neffen, denen wenig später die Familie Nicelli nachfolgte, vielleicht als Folge einer Gewalttat, die sie ausführten, um sich das Eigentum an dem Gebäude zu sichern.
Trotz der Unklarheiten darüber, wie die Nicellis in den Besitz der Burg gekommen waren, wurde ihnen die Legitimität des Eigentums daran später durch verschiedene Investituren bestätigt: Am 15. Oktober 1494 wurde die Burg an Giovanni Nicelli, den Sohn von Gian Nicelli, dem Oberhaupt des Familienzweiges der Nicellis aus Montechino und Muradolo, vergeben. Dieser Familienzweig behielt die Burg das gesamte 16. Jahrhundert über in Besitz. 1626 bestätigte die Herzogin Margherita Aldobrandini in ihrer Eigenschaft als Vormund des Herzogs von Parma und Piacenza, Odoardo I. Farnese, dem Kollegialarzt Giovanni Nicelli das Eigentum an der Burg und investierte ihn außerdem in die Grafschaft Groppoducale.
Bis 1820 blieb die Burg Teil der Güter der Familie Nicelli, dann entschied sich der Graf Bonifacio Nicelli, der die Burg im selben Jahr von der Gräfin Antonia De Cesaris Nicelli gekauft hatte, die das Anwesen wiederum von ihrem Bruder Alessandro geerbt hatte, das Gebäude an das örtliche Pfarrwerk für die Summe von 80 Lire abzugeben.
Später diente die Burg als Grundschule, um dann Jahre der Auflassung nach der Schließung der Erziehungseinrichtung zu erleben. Ab 2001 begann man dank des Engagements des Pfarrers und einiger Bewohner der Gegend mit Restaurierungsarbeiten, die 2003 abgeschlossen wurden. Nach der Wiederherstellung wurde die Burg zu einem Pfarrheim und das Centro Culturale „Punti di Luce“ (dt.: Kulturzentrum „Lichtpunkte“) wurde dort untergebracht.

## Beschreibung
Vom ursprünglichen, mittelalterlichen Aufbau sind wegen der vielen Umbauten der Festung, die anfangs zu militärischen Zwecken erbaut worden war, dann als Herrenhaus diente und schließlich Bürogebäude und Sitz öffentlicher Einrichtungen, darunter einer der örtlichen Grundschule, geworden war, nur wenige Kennzeichen erhalten. Der Komplex besteht aus einigen Gebäuden und den Resten der Wehrmauer, die sie umgab.
Im Frühjahr 2003 wurde die Anlage vollständig umgebaut; das Dach wurde neu gedeckt und alle Innenräume umgebaut und modernisiert. Der Hauptsalon, in dem einige Dutzend Leute Platz finden können, ist durch ein vollständig in Holz ausgeführtes Dachgeschoss gekennzeichnet, das bei den Restaurierungsarbeiten mit originalen Balken neu gebaut wurde.